# Misja Alojan
Michail ”Misja” Surenovitj Alojan (ryska: Михаил "Миша" Суренович Алоян), född 23 augusti 1988 i Karmravan, Armenien, är en rysk boxare som tog OS-brons i flugviktsboxning 2012 i London. Vid olympiska sommarspelen 2016 i Rio de Janeiro tog Alojan en silvermedalj i flugvikt.